# August Silberstein

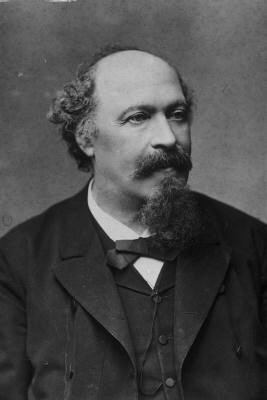
August Silberstein (um 1880)

August Karl Silberstein (* 1. Juli 1827 in Ofen, Kaisertum Österreich; † 7. März 1900) war ein österreichischer Schriftsteller und Revolutionär.

## Leben
Silberstein besuchte das Gymnasium in Ofen und wurde Kontorist in Wien. Er verließ den kaufmännischen Beruf und studierte an der Universität Wien. 1848 wurde er zum Schriftführer der Zeitschrift „Aula“ gewählt. Er schloss sich der Akademischen Legion an und engagierte sich mit seinem Satiremagazin Leuchtkugeln für die Revolution von 1848/49 im Kaisertum Österreich. Als sie scheiterte und die Zeitschrift zensiert wurde, floh er 1851 nach Deutschland. Nach seiner Rückkehr wurde er 1854 vor ein Kriegsgericht gestellt und zu fünfjähriger Festungshaft auf dem Spielberg verurteilt, jedoch nach zwei Jahren amnestiert.
Geprägt durch das ländliche Leben schrieb Silberstein Geschichten über das Dorfleben und veröffentlichte populäre Fabelsammlungen. Seine Gedichte beeinflussten Zeitgenossen wie Peter Rosegger; einige wurden vertont, beispielsweise „Wenn du ein herzig Liebchen hast“ von Johann Strauss (Vater) und „Germanenzug“ und „Helgoland“ von Anton Bruckner.

## Werke
- Geschichte der Aula. Die Wiener Universität und die Akademische Legion vom März bis Ende Oktober 1848. Mannheim 1848, Digitalisat
- Dorfschwalben aus Österreich, 2 Bände. München 1862/63
  - Josef Strauss ließ sich von dem Roman zur Komposition des Walzers Dorfschwalben aus Österreich  inspirieren.
- Herkules Schwach, 3 Bände. München 1863 (humoristischer Roman)
- Lieder. München 1864, Stuttgart 1887
- Land und Leute im Nasswald. Wien 1868 (sozialer Zeitroman)
- Glänzende Bahnen, 2. Auflage mit 11 Bänden. Berlin 1875
- Die Alpenrose von Ischl, 2 Bände. Berlin 1866, 1875
- Deutsche Hochlandsgeschichten, 2 Bände. Stuttgart 1875, 1877
- Büchlein Klinginsland – Dichterweisen und Weisungen Wien  1873, 1895
- Denksäulen im Gebiet der Kultur und Litteratur. Wien 1879
- Trutznachtigal, Lieder aus deutschem Wald. Leipzig 1859, 1870
- Die Rosenzauberin. Leipzig 1884 (erzählendes Gedicht)
- Hauschronik im Blumen- und Dichterschmuck. Altona 1884
- Frau Sorge. Leipzig 1886 (Märchendichtung)
- Landläufige Geschichten, 2 Bände. Leipzig 1886
- Dorfmusik. Leipzig 1892
- Der verwandelte Ahasver etc. im St. Peterskeller zu Salzburg. Leipzig 1899